# Chevrolet Master
La Master è un'autovettura mid-size prodotta dalla Chevrolet dal 1933 al 1942 in varie serie. Durante gli anni in cui fu in commercio, cambiò ripetutamente denominazione.

## La Master Eagle Serie CA: 1933
La prima serie del modello era dotata di un motore a valvole in testa e sei cilindri in linea da 3.179 cm³ di cilindrata che sviluppava 65 CV di potenza. Il cambio era a tre rapporti sincronizzati.
Le carrozzerie erano decisamente aerodinamiche. I fanali anteriori erano provvisti di alloggiamenti cromati. I corpi vettura disponibili erano torpedo quattro porte, roadster due porte, berlina due e quattro porte, coupé due porte e cabriolet due porte
Di questa serie ne furono realizzati 450.435 esemplari. 

## La Master Serie DA: 1934
Con il lancio della seconda serie, la vettura cambiò poco. Il modello fu dotato di un motore da 3.389 cm³ e 80 CV. La versione torpedo venne tolta dai listini. Di questa serie ne furono realizzati 452.412 esemplari. 

## Le Master Deluxe Serie EA/FA e ED/FD: 1935-1936
Nel 1935 il nome del modello cambiò in Master Deluxe. Nell'occasione, furono modificate le sospensioni. Dato che quelle vecchie erano ancora richieste, i modelli che avevano installato le sospensioni del nuovo tipo furono chiamati Master Deluxe Serie EA, mentre gli altri, che avevano montato il vecchio schema, vennero denominati Master Deluxe Serie ED. Il resto della meccanica rimase pressoché invariata. Le versioni roadster e cabriolet furono tolte dai listini.
Nel 1936 la potenza del motore crebbe a 1 CV. Nell'occasione, la linea fu aggiornata: da questa modifica, il nome del modello venne cambiato in Master Deluxe Serie FA/FD.
Di questa serie ne furono assemblati, in totale, 846.300 esemplari. 

## Le Master Serie GB/HB, Master 85 Serie JB e Master Deluxe Serie GA/HA/JA: 1937-1939

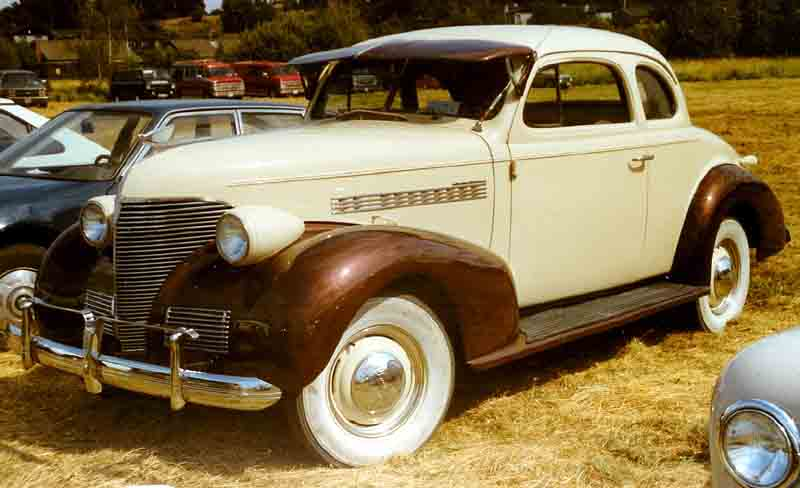
Una Chevrolet Master Deluxe Serie JA coupé del 1939.

Nel 1937 fu introdotta la nuova serie. I corpi vettura vennero arrotondati e furono dotati di griglie laterali. Alla gamma fu aggiunta la versione cabriolet. Il motore ora aveva una cilindrata di 3.548 cm³ ed erogava una potenza di 85 CV. La versione base fu denominata Serie GB, mentre quella con un equipaggiamento superiore fu chiamata Deluxe Serie GA.
Nel 1938 il modello venne rivisto esteticamente. I cambiamenti furono però minimi, sia alla linea che alla meccanica. Nell'occasione, i nomi dei modelli vennero cambiati in Serie HA e Serie HB.
Nel 1939 il modello fu rinominato Master 85 Serie JB e Master 85 Deluxe Serie JA. La linea venne rinnovata completamente. Furono modificati la linea, il cofano, la posizione dei fanali e la calandra.
In totale, di questa serie, ne furono prodotti 1.908.163 esemplari.

## Le Master 85 Serie KB e Master Deluxe Serie KH: 1940
Nel 1940 la vettura fu rinnovata. Vennero aggiornati nuovamente la linea, il cofano, la posizione dei fanali e la calandra. I modelli furono ridenominati Master 85 Serie KB e Master Deluxe Serie KH. Di questa serie ne furono assemblati, in totale, 333.417 esemplari, 411 dei quali erano familiari. 

## Le Master Deluxe Serie AG e BG: 1941-1942
Nel 1941 i modelli furono ridenominato Master Deluxe Serie AG. I fanali vennero inglobati nei parafanghi, mentre le pedane laterali furono eliminate. Al motore da 3.548 cm³ venne aumentata la potenza a 90 CV. Nel 1942 la linea fu aggiornata; nell'occasione, il nome del modello cambio in Master Deluxe Serie BG. Quest'ultima generazione fu prodotta in 488.339 esemplari.